# Anomala antennata
Anomala antennata är en skalbaggsart som beskrevs av Schaeffer 1906. Anomala antennata ingår i släktet Anomala och familjen Rutelidae. Inga underarter finns listade i Catalogue of Life.